# Synagogi Sanoka

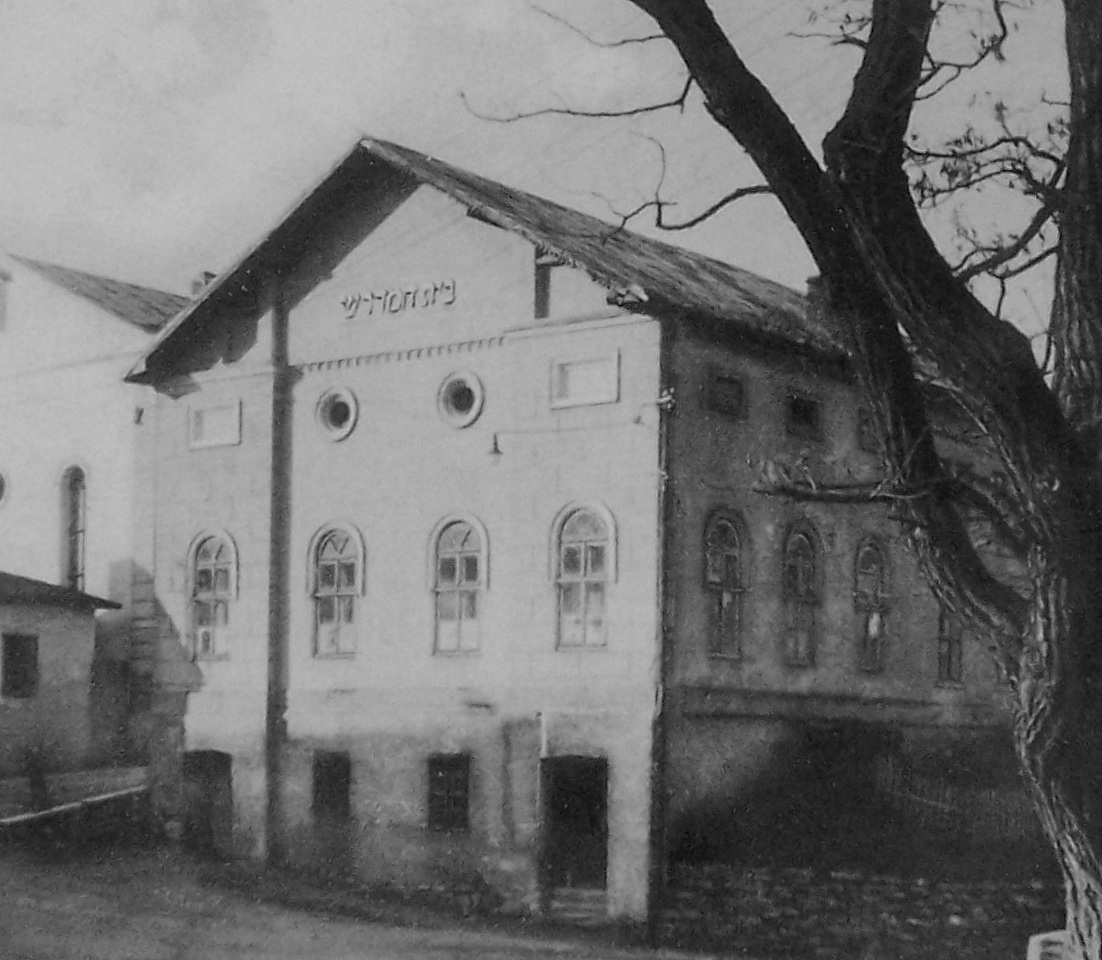
Nieistniejąca Wielka Synagoga

W Sanoku przed II wojną światową funkcjonowało kilkadziesiąt synagog, z czego dzisiaj nie funkcjonuje żadna.
Istniejące, nieczynne
- Mała Synagoga
- Synagoga Jad Charuzim
- Synagoga przy Cerkiewnej (budynek uszkodzony bombardowaniami lotniczymi we wrześniu 1939)[1]
- Bożnica przy ulicy Floriańskiej

Nieistniejące
- Wielka Synagoga
- Stara Synagoga
- Synagoga przy ul. Rymanowskiej (drewniana[2], obecnie w miejscu jej istnienia jest budynek Szkoły Podstawowej nr 2[3])
- Synagoga na Posadzie Olchowskiej (drewniana, zniszczona przez okupantów niemieckich podczas II wojny światowej)[1]
- Synagoga na Posadzie Sanockiej (drewniana, istniała w pobliżu młyna Karola Baranowicza, zniszczona przez okupantów niemieckich podczas II wojny światowej)[1]

Budynek jej z synagog (drewniany) został zamieniony podczas wojny na kuchnię.